# Superpuchar Islandii w piłce siatkowej mężczyzn
Superpuchar Islandii w piłce siatkowej mężczyzn (oficjalnie Meistarakeppni BLÍ, w 2020 roku jako Ofurbikarinn BLÍ – Superpuchar BLÍ) – cykliczne rozgrywki w piłce siatkowej organizowane przez Islandzki Związek Piłki Siatkowej (Blaksamband Íslands), w których rywalizują ze sobą mistrz i zdobywca Pucharu Islandii o tytuł mistrza mistrzów (Meistari Meistaranna). Zgodnie z regulaminem, jeżeli ta sama drużyna w jednym sezonie zdobyła mistrzostwo i Puchar Islandii, wówczas prawo udziału w meczu o superpuchar mają mistrz Islandii oraz finalista Pucharu Islandii.
Mecz o siatkarski Superpuchar Islandii po raz pierwszy rozegrany został w 2017 roku. Pierwszym zdobywcą Superpucharu Islandii został klub HK. Jak dotychczas Superpuchar Islandii najwięcej razy (czterokrotnie) zdobył klub KA.

## Historia
Pierwszy mecz o Superpuchar Islandii odbył się 23 września 2017 roku w hali sportowej Akurskóli w Reykjanesbær. Grały w nim dwa kluby: mistrz Islandii w sezonie 2016/2017 – HK oraz zdobywca Pucharu Islandii 2017 – Afturelding. Pierwszy Superpuchar Islandii zdobył klub HK, wygrywając spotkanie w trzech setach. Najlepiej punktującym zawodnikiem w zespole HK był Gary House (14 pkt), natomiast w drużynie Afturelding – Alexander Stefánsson (15 pkt).
Druga edycja Superpucharu Islandii rozegrana została 6 października 2018 roku w hali sportowej (Íþróttahöllin) w Húsavíku. W spotkaniu o superpuchar zmierzyli się: mistrz i zdobywca Pucharu Islandii w sezonie 2017/2018 – KA oraz finalista Pucharu Islandii – HK. Mecz zakończył się zwycięstwem drużyny KA w trzech setach. Najlepiej punktującymi graczami byli: Miguel Mateo Castrillo z KA, który zdobył 12 punktów oraz Andreas Hilmir Halldórsson z HK z dorobkiem 10 punktów.
Trzeci mecz o Superpuchar Islandii miał miejsce 15 września 2019 roku w hali sportowej (Íþróttahús) w Hvammstangi. Wzięli w nim udział: mistrz i zdobywca Pucharu Islandii w sezonie 2018/2019 – KA oraz finalista Pucharu Islandii – Álftanes. Drugi superpuchar w historii klubu zdobył KA, wygrywając spotkanie w pięciu setach.
Formuła rozgrywek o superpuchar w 2020 roku została zmieniona ze względu na fakt, że w sezonie 2019/2020 z powodu pandemii COVID-19 nie wyłoniono ani mistrza Islandii, ani zdobywcy Pucharu Islandii. W turnieju uczestniczyło pięć drużyn: Afturelding, Fylkir, HK, KA oraz Þróttur Neskaupstað. Rozgrywki składały się z fazy grupowej, meczu o 3. miejsce i finału. Spotkania fazy grupowej odbyły się w dniach 11-12 września w hali sportowej (Íþróttahöllin) w Akureyri, natomiast finał i mecz o 3. miejsce – 13 września w siedzibie klubu KA (KA heimilið). W fazie grupowej zespoły rozegrały ze sobą po jednym meczu. Dwie najlepsze drużyny fazy grupowej, tj. Afturelding i KA, awansowały do finału, natomiast te z miejsc 3-4, tj. HK i Þróttur Neskaupstað, rozegrały mecz o 3. miejsce. Trzecie miejsce zajął HK, pokonując Þróttur Neskaupstað 3:0. Trzeci raz, jednocześnie trzeci raz z rzędu, Superpuchar Islandii zdobył klub KA po zwycięstwie w finale w pięciu setach z Afturelding.
W 2021 roku powrócono do pierwotnej formuły, w której mistrz i zdobywca Pucharu Islandii w sezonie 2020/2021 – Hamar – zmierzył się z finalistą Pucharu Islandii – Afturelding. Mecz rozegrany został 15 września w centrum sportowym w Varmie (Íþróttamiðstöðin að Varmá) w Mosfellsbær. Po raz pierwszy Superpuchar Islandii zdobył Hamar.
Szósta edycja Superpucharu Islandii odbyła się 24 września 2022 roku w siedzibie klubu KA w Akureyri. Uczestniczyli w niej: mistrz i zdobywca Pucharu Islandii w sezonie 2021/2022 – Hamar oraz finalista Pucharu Islandii – KA. Drugi superpuchar po zwycięstwie w trzech setach zdobył Hamar.
Siódmy mecz o Superpuchar Islandii miał miejsce 9 września 2023 roku ponownie w siedzibie klubu KA w Akureyri. Mistrz Islandii – KA – pokonał w czterech setach zdobywcę Pucharu Islandii, tj. Hamar. Był to czwarty superpuchar zdobyty w historii klubu.
Ósma edycja superpucharu odbyła się 18 września 2024 roku w hali sportowej w Hveragerði. Wzięli w niej udział: mistrz i zdobywca Pucharu Islandii w sezonie 2023/2024 – Hamar oraz wicemistrz Islandii – Afturelding. Po raz pierwszy w sytuacji, gdy mistrzostwo i puchar zdobyła ta sama drużyna, w superpucharze uczestniczył wicemistrz Islandii, a nie finalista krajowego pucharu. Pierwszy superpuchar w historii klubu zdobył Afturelding. Najlepiej punktującym graczem w Afturelding był Jakub Grzegolec (18 pkt), a w Hamarze Tomasz Leik (26 pkt).

## Triumfatorzy
| Edycja | Data       | Miejsce spotkania                      | 1. miejsce                                 | 2. miejsce                                 | Wynik spotkania                         |
| ------ | ---------- | -------------------------------------- | ------------------------------------------ | ------------------------------------------ | --------------------------------------- |
| 1      | 23.09.2017 | Akurskóli, Reykjanesbær                | HK (Mistrz Islandii)                       | Afturelding (Zdobywca Pucharu Islandii)    | 3:0 (25:23, 26:24, 25:18)               |
| 2      | 6.10.2018  | Íþróttahöllin, Húsavík                 | KA (Mistrz i zdobywca Pucharu Islandii)    | HK (Finalista Pucharu Islandii)            | 3:0 (25:22, 25:22, 25:19)               |
| 3      | 15.09.2019 | Íþróttahús, Hvammstangi                | KA (Mistrz i zdobywca Pucharu Islandii)    | Álftanes (Finalista Pucharu Islandii)      | 3:2 (25:19, 25:22, 22:25, 23:25, 16:14) |
| 4      | 13.09.2020 | KA heimilið, Akureyri                  | KA                                         | Afturelding                                | 3:2 (25:23, 25:22, 22:25, 18:25, 15:12) |
| 5      | 15.09.2021 | Íþróttamiðstöðin að Varmá, Mosfellsbær | Hamar (Mistrz i zdobywca Pucharu Islandii) | Afturelding (Finalista Pucharu Islandii)   | 3:0 (25:17, 25:20, 25:20)               |
| 6      | 24.09.2022 | KA heimilið, Akureyri                  | Hamar (Mistrz i zdobywca Pucharu Islandii) | KA (Finalista Pucharu Islandii)            | 3:0 (25:22, 25:19, 25:22)               |
| 7      | 9.09.2023  | KA heimilið, Akureyri                  | KA (Mistrz Islandii)                       | Hamar (Zdobywca Pucharu Islandii)          | 3:1 (23:25, 25:19, 25:22, 25:19)        |
| 8      | 18.09.2024 | Íþróttahús, Hveragerði                 | Afturelding (Wicemistrz Islandii)          | Hamar (Mistrz i zdobywca Pucharu Islandii) | 3:2 (25:17, 11:25, 13:25, 25:23, 15:9)  |

## Bilans klubów
| Klub        | 1. miejsce | 2. miejsce |
| ----------- | ---------- | ---------- |
| KA          | 4          | 1          |
| Hamar       | 2          | 2          |
| Afturelding | 1          | 3          |
| HK          | 1          | 1          |
| Álftanes    | 0          | 1          |